# Формализм Арновитта — Дезера — Мизнера

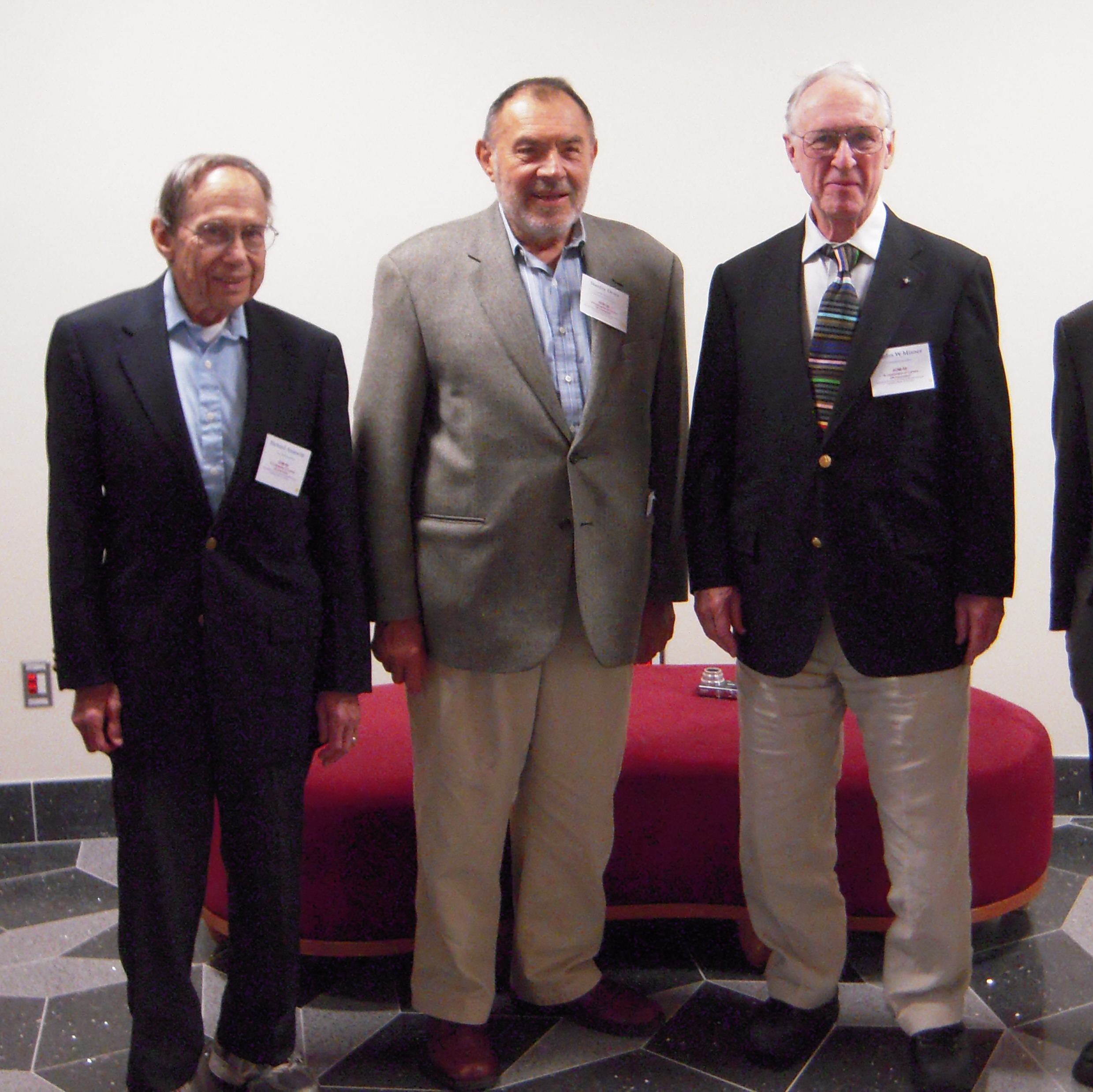
Ричард Арновитт, Стенли Дезер и Чарльз Мизнер на конференции ADM-50: A Celebration of Current GR Innovation, в честь 50-летия их основной работы, ноябрь 2009 года.

Формализм Арновитта — Дезера — Мизнера, АДМ-формализм (англ. ADM formalism) — разработанная в 1959 году Ричардом Арновиттом, Стенли Дезером и Чарльзом Мизнером гамильтонова формулировка общей теории относительности. Она играет важную роль в квантовой гравитации и численной относительности.
Основной обзор формализма под названием «Динамика общей теории относительности» (англ. The Dynamics of General Relativity) был опубликован его авторами в сборнике «Gravitation: An introduction to current research» под редакцией Луиса Виттена, Wiley NY (1962); chapter 7, pp. 227–265, русский перевод был опубликован в 1967 году в Эйнштейновском сборнике. Эта статья была в 2008 году перепечатана в журнале General Relativity and Gravitation в серии классических работ по гравитации Исходные работы авторов выходили в Physical Review.

## Обзор
Формализм предполагает, что пространство-время можно расслоить на совокупность пространственноподобных 3-мерных гиперповерхностей {\displaystyle \Sigma _{t}}, которые нумеруются при помощи временной координаты {\displaystyle t}, а на каждой гиперповерхности вводятся пространственные координаты {\displaystyle x^{i}}. Динамическими переменными формализма оказываются в таком случае: метрический тензор на этих гиперповерхностях {\displaystyle \gamma _{ij}(t,x^{k})} и сопряжённый с ним тензор канонических импульсов {\displaystyle \pi ^{ij}(t,x^{k})}. Из этих переменных выражается гамильтониан, соответствующий уравнениям Эйнштейна, и таким образом, уравнения движения общей теории относительности оказываются записанными в гамильтоновой форме.
Кроме 12 переменных {\displaystyle \gamma _{ij}} и {\displaystyle \pi ^{ij}} (трёхмерные симметричные тензоры содержат по 6 компонент), в формализме присутствуют 4 лагранжевых множителя: функции хода (англ. the lapse function) {\displaystyle N}, и функции сдвига — компоненты 3-вектора (англ. shift vector field) {\displaystyle N_{i}}. Они описывают, как точки {\displaystyle x^{i}=const} на соседних слоях {\displaystyle \Sigma _{t},t=const} связаны между собой. Уравнения движения для этих переменных можно выбрать произвольно, что соответствует свободе выбора координатной системы для описания пространства-времени.

## Вывод

### Обозначения
Большинство литературы применяет обозначения, в которых четырёхмерные тензоры записываются в абстрактной индексной нотации, причём греческие индексы являются пространственно-временными и принимают значения (0, 1, 2, 3), а латинские индексы являются пространственными и принимают значения (1, 2, 3). В выводе пространственно-временные объекты, которые имеют также и трёхмерные аналоги, будут для различения обозначаться предшествующим верхним индексом (4), например, метрический тензор на трёхмерном слое будет обозначаться {\displaystyle g_{ij}}, а полная пространственно-временная метрика будет обозначаться как {\displaystyle {^{(4)}}g_{\mu \nu }}.